# Joe Borg
Joseph „Joe” Borg (ur. 19 marca 1952) – maltański prawnik i polityk, deputowany krajowy, były minister spraw zagranicznych odpowiadający za negocjacje członkowskie, w latach 2004–2010 członek Komisji Europejskiej.

## Życiorys
W 1974 ukończył studia prawnicze na Uniwersytecie Maltańskim, rok później uzyskał dyplom doktorski, po czym praktykował w zawodzie prawnika. Był radcą prawnych różnych przedsiębiorstw i korporacji, a także wykładowcą akademickim na macierzystej uczelni oraz w instytutach księgowości i bankowości. W latach 1989–1995 pełnił funkcję doradcy ministra spraw zagranicznych ds. Unii Europejskiej. Był członkiem m.in. rady dyrektorów maltańskiego banku centralnego (1992–1995).
W 1995 po raz pierwszy objął mandat posła do Izby Reprezentantów z ramienia Partii Narodowej, uzyskując następnie reelekcję w kolejnych wyborach. W 1997 został sekretarzem Partii Narodowej ds. międzynarodowych. W 1998 po raz trzeci został wybrany do parlamentu, został parlamentarnym sekretarzem przy ministrze spraw zagranicznych. W latach 1999–2004 sprawował urząd ministra spraw zagranicznych. Po akcesji Malty do Unii Europejskiej w maju 2004 wszedł w skład komisji Romano Prodiego jako komisarz ds. rozwoju i pomocy humanitarnej (obok Poula Nielsona). Od listopada 2004 do lutego 2010 w pierwszej komisji José Manuela Barroso pełnił obowiązki komisarza ds. rybołówstwa i gospodarki morskiej.

## Odznaczenia
- Order Trzech Gwiazd III klasy (Łotwa, 2004)[1]